# Gare de Sainte-Marthe-en-Provence
La gare de Sainte-Marthe-en-Provence (anciennement gare de Sainte-Marthe) est une gare ferroviaire française de la ligne de Lyon-Perrache à Marseille-Saint-Charles (via Grenoble), située sur le quartier de Sainte-Marthe, dans le 14e arrondissement de la ville de Marseille, département des Bouches-du-Rhône, en région Provence-Alpes-Côte d'Azur (PACA).
Elle est mise en service en 1877 par la Compagnie des chemins de fer de Paris à Lyon et à la Méditerranée (PLM) et rénovée en 2008.
C'est une gare voyageurs de la Société nationale des chemins de fer français (SNCF) desservie par des trains TER Provence-Alpes-Côte d'Azur (TER PACA).

## Situation ferroviaire
Établie à 82 mètres d'altitude, la gare de Sainte-Marthe-en-Provence est située au point kilométrique (PK) 439,374 de la ligne de Lyon-Perrache à Marseille-Saint-Charles (via Grenoble), entre les gares de Saint-Joseph-le-Castellas et de Picon-Busserine.
Elle est sur une section à double voie qui débute après la gare de Saint-Antoine et se termine en gare de Marseille-Saint-Charles.

## Histoire

### Gare de Sainte-Marthe (1877-2006)
La station de Sainte-Marthe est mise en service le 15 octobre 1877 par la Compagnie des chemins de fer de Paris à Lyon et à la Méditerranée (PLM), lorsqu'elle ouvre à l'exploitation la ligne directe de Marseille à Aix par Gardanne.

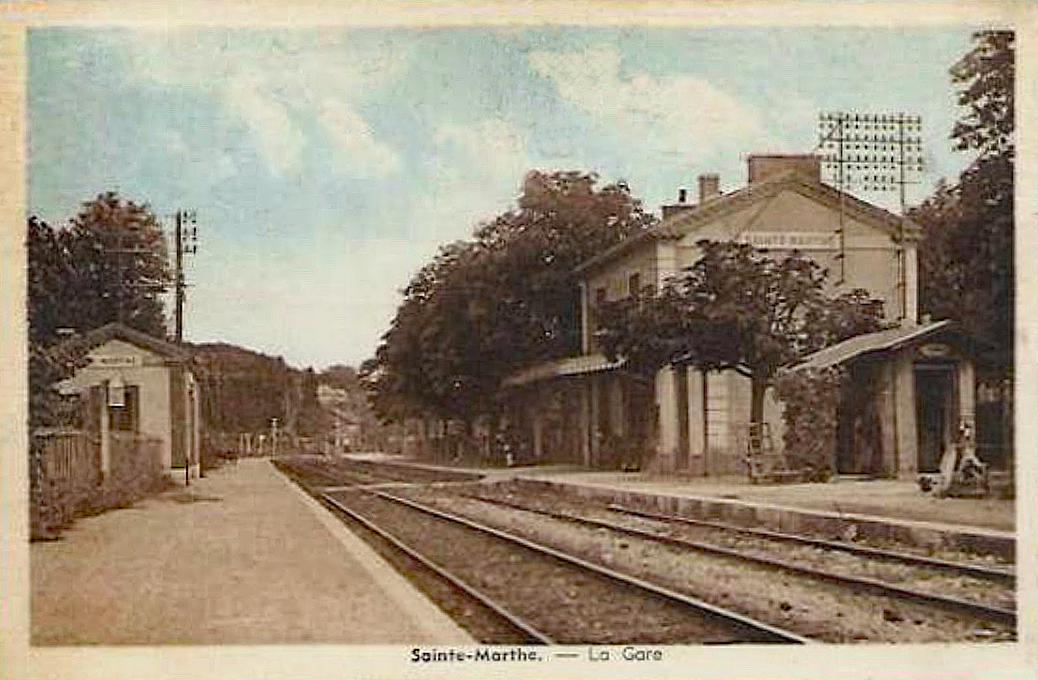
La gare PLM vers 1910.

En 1878, la commission des travaux publics du conseil général, lors de sa séance du 24 août, indique qu'elle a reçu des demandes, de la part de propriétaires et industriels de Marseille, pour qu'une gare marchandise soit établie à la station Saint-Marthe. Le conseil adopte un vœu en faveur de la demande des pétitionnaires.
En 1911, c'est une gare de la compagnie du PLM, qui est ouverte uniquement au service complet de la grande vitesse, à l'exclusion des voitures, chevaux et bestiaux. Elle est située sur la ligne de Lyon à Grenoble et à Marseille, entre la station des Aygalades-Accates et la gare de Marseille (GV).
Un embranchement industriel, fermé mais encore visible aujourd'hui, se trouvait en aval de la gare, en direction d'une usine de boissons.[réf. nécessaire] Le 9 décembre 2006, la section d'Aix à Marseille est fermée pour être modernisée. La gare est par conséquent fermée au trafic ferroviaire durant les travaux.

Les édifices d'origine du PLM en juillet 2006
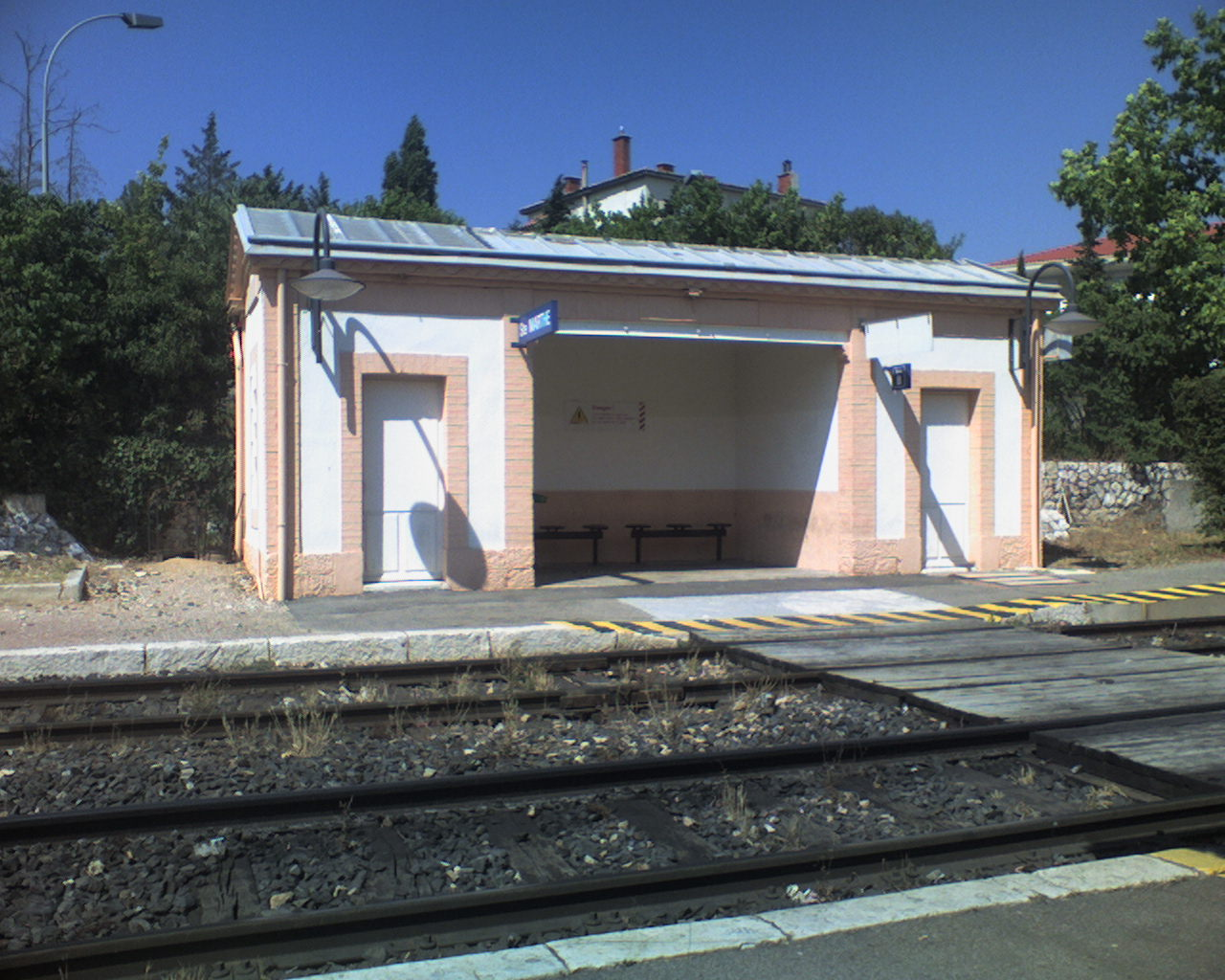
Abri de quai.
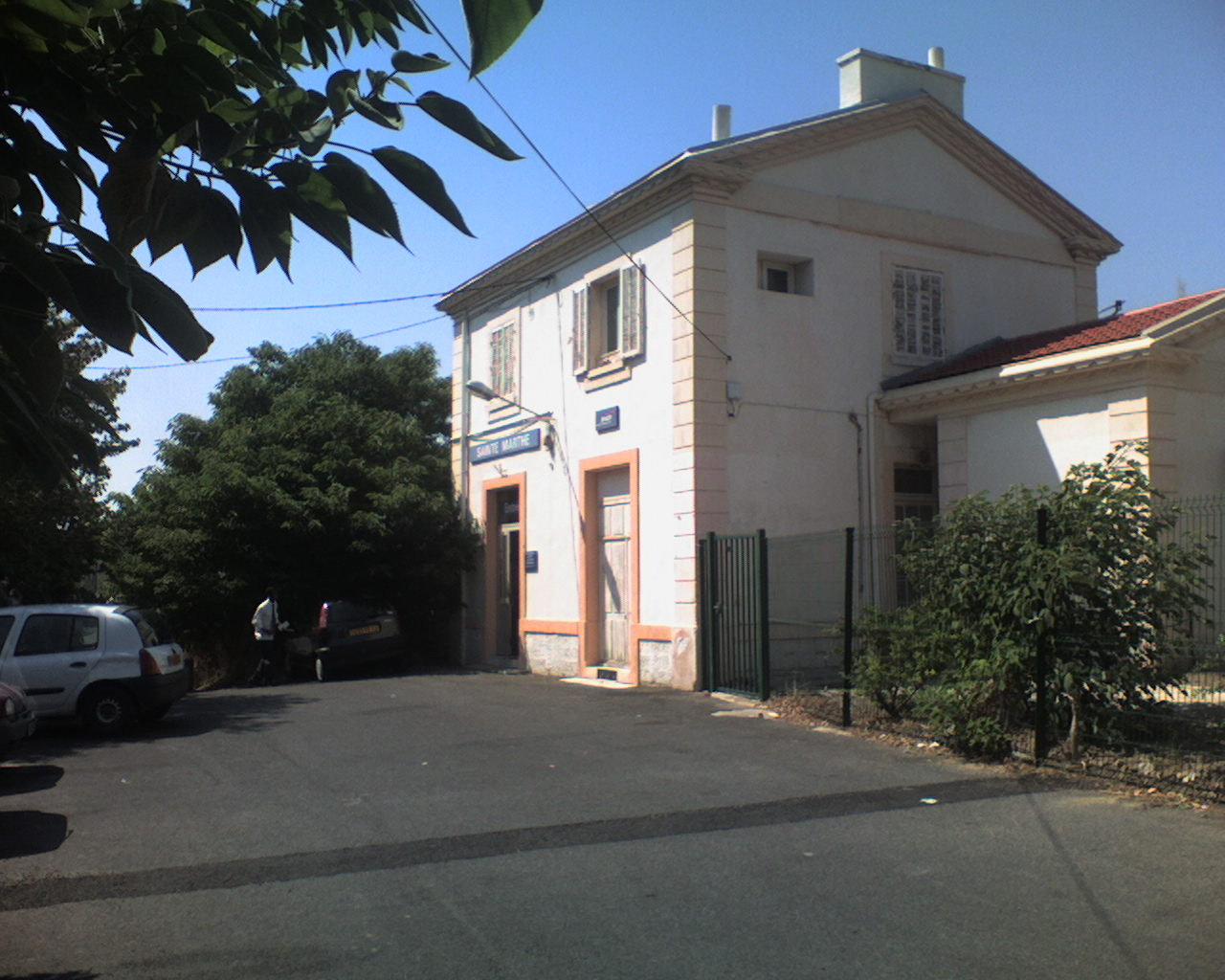
Bâtiment voyageurs.

### Gare rénovée (depuis2008)
La gare, renommée officiellement « Sainte-Marthe-en-Provence », est rouverte le 14 décembre 2008 en même temps que la ligne de Marseille à Aix-en-Provence après une fermeture de deux années pour modernisation.
Outre la reprise des voies et des quais, l'ancien bâtiment voyageurs et l'abri de quai ont bénéficié d'une rénovation. Une passerelle avec ascenseurs, installée juste avant l'ouverture, permet le passage d'un quai à l'autre en toute sécurité. Des bornes d'appel, demander une assistance à un agent SNCF, sont installées sur chaque quai.
Néanmoins, les travaux d'aménagement de la gare ne sont pas terminés lors de la réouverture. Du mobilier et les équipements sont installés au début de l'année 2009, notamment des bancs sur les quais, des distributeurs automatiques de titres de transport TER, des validateurs et des afficheurs pour le passage des prochains trains, sur chaque quai.[réf. nécessaire]

La gare après la modernisation de 2008
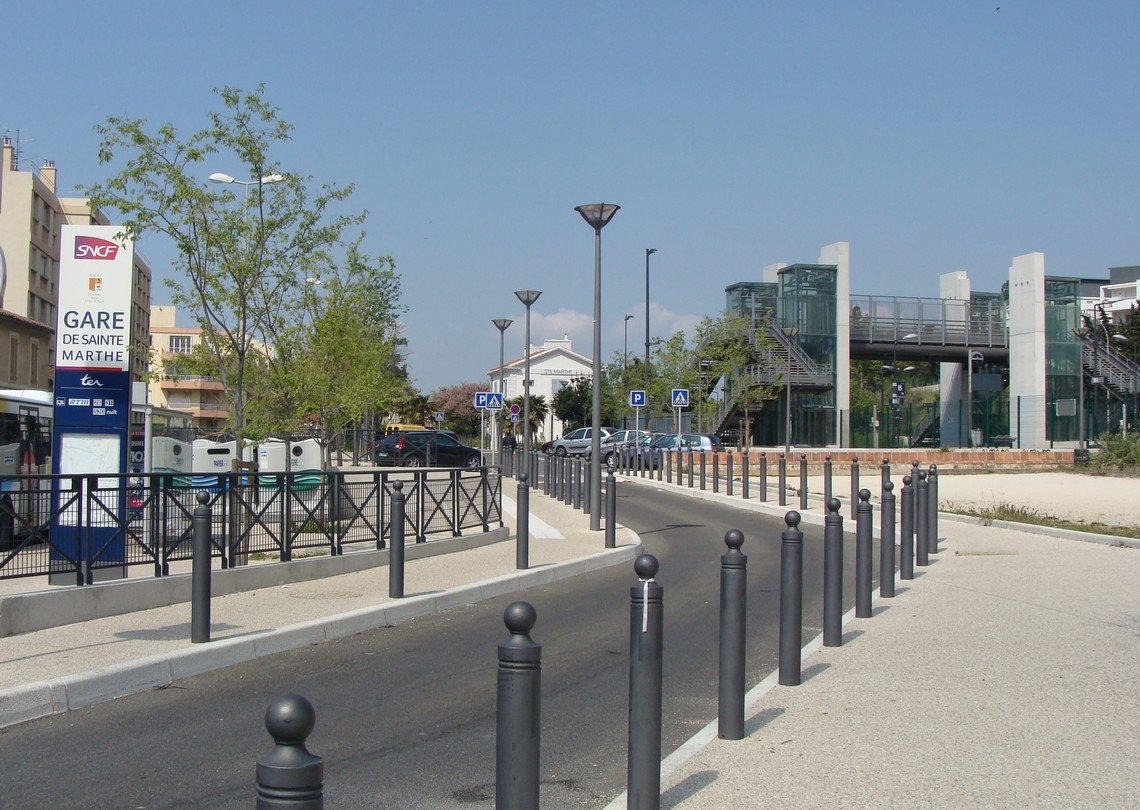
La rampe d'accès véhicules à la gare modernisée.
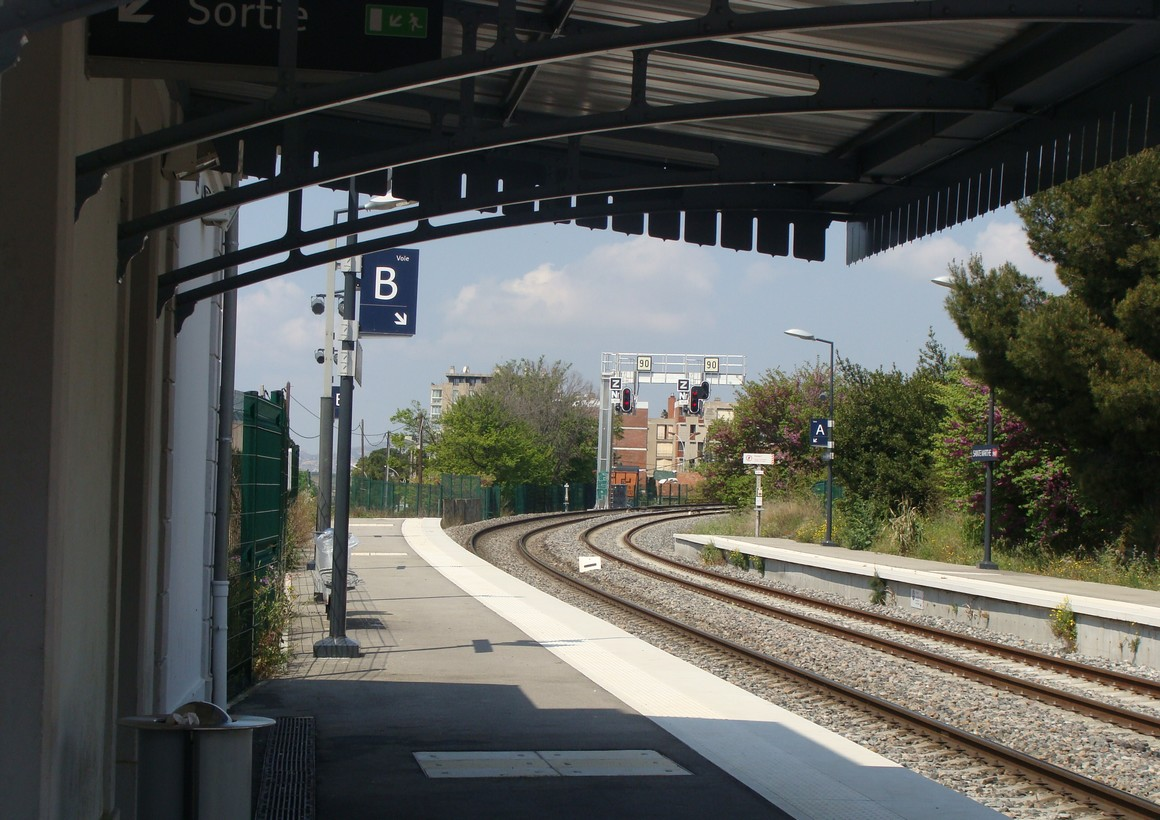
Les voies en gare, rénovées, toutes deux aptes à la circulation en double sens.
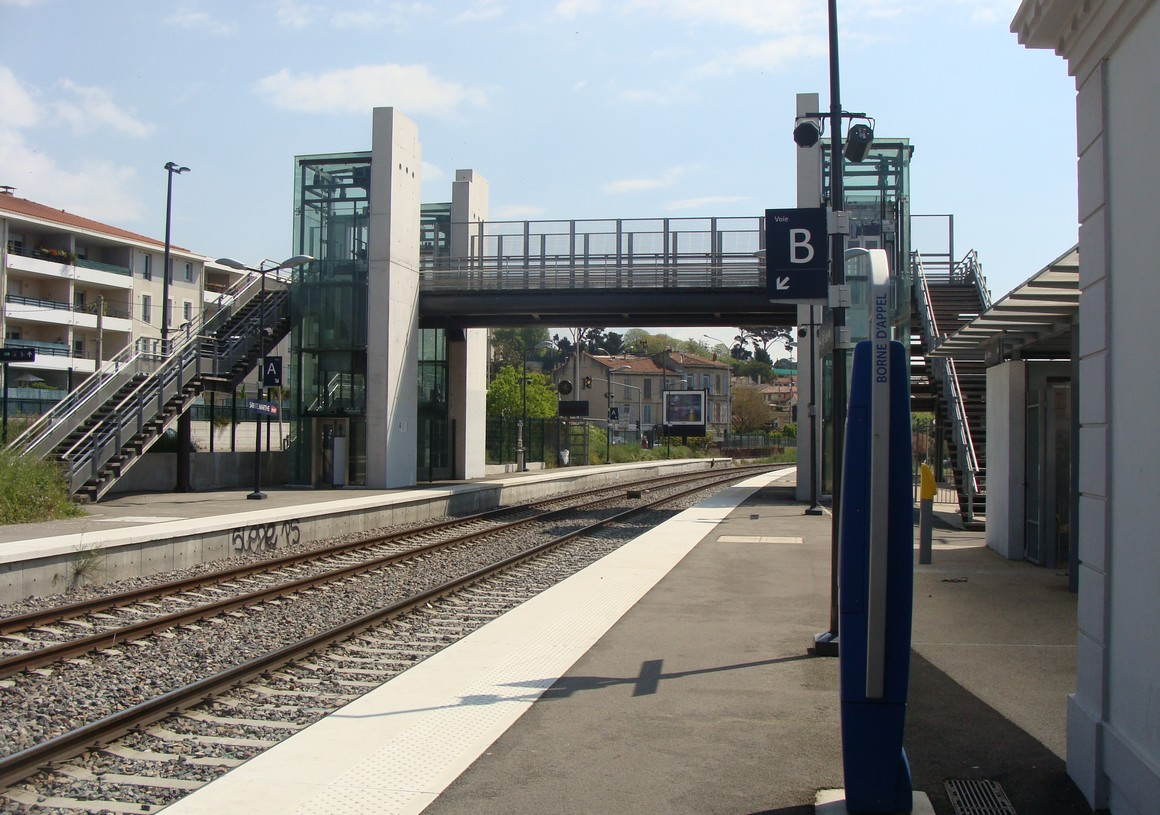
La passerelle, les escaliers et l'ascenseur côté voie A (sens impair).

En 2016, il est constaté que des équipements sont régulièrement vandalisés.
C'est une gare de catégorie « c » SNCF, fréquentée par moins de 100 000 voyageurs par an, ce qui la classe parmi les gares d'intérêt local.

## Fréquentation
De 2015 à 2023, selon les estimations de la SNCF, la fréquentation annuelle de la gare s'élève aux nombres indiqués dans le tableau ci-dessous.
| Année     | 2015   | 2016   | 2017   | 2018   | 2019   | 2020   | 2021   | 2022   | 2023   |
| --------- | ------ | ------ | ------ | ------ | ------ | ------ | ------ | ------ | ------ |
| Voyageurs | 57 591 | 53 579 | 52 239 | 24 839 | 28 648 | 17 900 | 33 772 | 50 515 | 50 358 |

## Service voyageurs

### Accueil
Gare SNCF, elle dispose d'un bâtiment voyageurs, avec guichet, ouvert du lundi au samedi et fermé les dimanches et fêtes. Elle est équipée d'automates pour l'achat de titres de transport TER.
Une passerelle avec escaliers et ascenseurs permet la traversée des voies et le passage d'un quai à l'autre.

### Desserte
Sainte-Marthe-en-Provence est desservie par des trains TER Provence-Alpes-Côte d'Azur sur les relations de Marseille-Saint-Charles à Aix-en-Provence (ou Pertuis), et de Marseille-Saint-Charles à Sisteron.

### Intermodalité
Un parc pour les vélos et un parking pour les véhicules y sont aménagés.
La gare est desservie par des autobus, de la Régie des transports métropolitains (RTM), des lignes : 27, vers le lycée Saint-Exupéry par Saint-Louis et vers la station de métro La Rose - Technopôle de Château-Gombert ; 28, vers la station de métro Bougainville et vers les Aygalades ; et 31, vers le centre-ville par la Belle-de-Mai et vers les Aygalades.

## Patrimoine ferroviaire
L'ancien bâtiment voyageurs, du type à deux ouvertures et un étage, et l'abri de quai construits par la Compagnie du PLM, lors de l'ouverture de la gare en 1877, sont toujours en service. Ils ont été rénovés lors des travaux de modernisation de la ligne et de la gare entre 2006 et 2008. Le nom d'origine est toujours visible sur les murs du bâtiment.

## Projet de modernisation de la ligne phase 2
Un nouveau projet pour une augmentation de la desserte et de la rapidité des trains est programmé. Il comprend un volet sur la sécurisation et le rétablissement et le maintien de la qualité du service.